# ゴールデンボンバー (映画)
『ゴールデンボンバー』（原題：No Holds Barred）は、1989年に公開されたアメリカ合衆国製作の映画。上映当時のWWF（現WWE）の人気プロレスラー、ハルク・ホーガンの主演作品である。
ハルク・ホーガンは自身を投影したキャラクターであるプロレスのチャンピオン、リップを演じている。キャッチコピーは骨太正義派宣言!!

## 出演者
- リップ：ハルク・ホーガン
- ゼウス:タイニー・リスター（英語版）
- サマンサ・ムーア:ジョーン・セヴェランス
- ブレル:カート・フラー
- ネアンデルタール：スタン・ハンセン
- コメンテーター:ジェシー・ベンチュラ
- コメンテーター:ジーン・オーカーランド
- ランディ:マーク・ペルグリノ
- ビル・ヘンダーソン（英語版）

## スタッフ
- 監督：トーマス・J・ライト
- 製作：マイケル・ラックミル
- 脚本：デニス・ハッキン トーマス・J・ライト
- 撮影：フランク・ビースコーチャー
- 音楽：ジム・ジョンストン
- 字幕：菊地浩司